# Nina Storms
Nina Storms (Amsterdam, 21 juli 1953), geboren als Nina Bernadina Vleeschdraager, daarna bekend als Nina Aka-Vleeschdraager en Nina Brink, is een Nederlands ondernemer. Ze is vooral bekend geworden als de voorzitter van de raad van bestuur van internetprovider World Online ten tijde van de beursgang in 2000 en de daaropvolgende scherpe daling van de beurswaarde.

## Voor World Online
Nina Brink werd geboren in Amsterdam-Zuid. De joodse ouders van Brink, die tijdens de Tweede Wereldoorlog in een jappenkamp hadden gezeten en het grootste deel van hun familie in Nederlands-Indië en het bezette Nederland hadden verloren, besloten te emigreren naar het in hun ogen veiliger Noord-Amerika. Het gezin emigreerde naar Franstalig Canada (Quebec). In Canada nam het gezin Vleeschdrager de achternaam Drageur aan.
Na het plotseling overlijden van haar vader keerde Brink met haar moeder op achttienjarige leeftijd terug naar Nederland. Ze begon aan een studie psychologie aan de Rijksuniversiteit Leiden, maar maakte deze niet af en stapte over naar het bedrijfsleven.
Brinks eerste ex-echtgenoot Ben (Benjamin) Aka startte een bedrijf in distributie van elektronische onderdelen en componenten, genaamd MCA Tronix. Omdat de naam al in gebruik was bij een platenmaatschappij (MCA Records) werd de naam al snel gewijzigd in AKAM International, dat later Akam International Holding zou gaan heten. Bij AKAM International werkte Brink als Marketing Director om vervolgens voor zichzelf te beginnen. Op haar dertigste jaar had Brink al een vermogen van tientallen miljoenen guldens. In 1987 richtte ze met haar tweede echtgenoot Ab Brink A-Line Technologies, een distributeur van computeronderdelen, op.
A-Line Technologies werd in 1989 verkocht aan het door Willem Smit bestuurde automatiseringsbedrijf Newtron. Al snel nadat Newtron naar de beurs was gegaan, werd het overgenomen door Ordina. Samen met Joep van den Nieuwenhuyzen kon Nina Brink het bedrijf A-Line Technologies in 1990 weer terugkopen.

## World Online
In 1995 richtte Brink World Online op. Ze wilde van het bedrijf de grootste internetprovider van Europa maken. World Online werd in korte tijd het symbool van de Nieuwe economie. Op vrijdag 17 maart 2000 ging het bedrijf naar de beurs. De beursgang veroorzaakte een ware hype. Het aandeel World Online noteerde een koers van 43 euro, waarmee de totale waarde van World Online kortstondig 12 miljard euro was. De prijs van een aandeel steeg al snel naar rond de 50 euro. Enkele grote aandeelhouders verkochten die eerste dag hun belang.
Op maandag 20 maart 2000 ging het mis. De verkoop van aandelen door grote aandeelhouders wekte argwaan bij andere beleggers. Het regende verkooporders waardoor de koers van het aandeel rap daalde met tientallen procenten in enkele weken tijd. Al snel werd bekend dat Brink negen maanden voor de beursgang haar eigen aandelen voor zes euro, nog geen zevende deel van de introductiekoers, had verkocht aan de commissarissen Henry Holterman en Victor Bisschof. Veel beleggers zeiden van dit feit niet op de hoogte te zijn geweest, alhoewel het (zij het enigszins verbloemd, op pagina 99) wel in het prospectus stond. De verkoop stond hier vermeld als 'transfer'. De prijs waartegen de aandelen waren verkocht werd niet vermeld.
Veel van de kritiek richtte zich op Brink persoonlijk. Uiteindelijk bleek dat de banken en enkele commissarissen het prospectus hadden geschreven en niet Brink. Op 13 april 2000, nog geen maand na de beursgang, nam Brink ontslag naar aanleiding van onenigheid met de raad van bestuur over de te varen koers. Brink wilde verkopen aan Telefonica en daar was de raad van bestuur het niet mee eens. In augustus 2000 noteerde een aandeel World Online 10 euro. Rond die tijd werd bekend dat World Online overgenomen zou worden waardoor de koers steeg naar 15,80 euro. World Online werd begin september 2000 overgenomen door de Italiaanse internetprovider Tiscali voor 5,9 miljard euro, wat neerkwam op 20 euro per aandeel. De overname vond plaats door een aandelenruil.

## Na World Online
In de schaduw van de publiciteit richtte Brink een nieuw bedrijf op: investeringsmaatschappij Renessence Ventures. Via Renessence belegde Brink in andere ondernemingen. Ook richtte ze begin 2001 het bedrijf LaDot op samen met Eric Tolsma. LaDot kocht het failliete bedrijf FreeHosting op en wilde een van de grote hostingproviders in Nederland worden. Brink hield zich niet bezig met het bestuur van LaDot, maar trad alleen op als investeerder. Eind 2001 werd LaDot overgenomen door het Noorse ActiveISP, dat in 2004 van naam veranderde: Active 24. In 2006 stootte Brink Active 24 af. Verder stapte Brink in 2001 in de forensische accountancy; ze werd mede-investeerder in Schaap Bruin en van Vliet Forensics. Samen met Cees Schaap begon ze in 2003 een soort financiële toezichthouder: 4iTrust. Onder anderen Willem Vermeend, voormalig staatssecretaris van Financiën, Bas Eenhoorn, tot 2003 partijvoorzitter van de VVD en Sigismundus Lubsen, oud-commissaris van Heineken, waren verbonden aan 4iTrust. 4iTrust werd geen succes, het bedrijf werd samen met SBV op 20 december 2007 onder leiderschap van mr. dr. Cees Schaap failliet verklaard.
In 2019 ging het door Storms opgerichte bedrijf Natur, dat koudgeperste vruchtensappen produceerde, failliet. Het bedrijf was een jaar eerder op de Amerikaanse beurs genoteerd, maar ging failliet met een negatief eigen vermogen en een schuld van 12 miljoen euro.
In 2020 werd bekend dat Nina Storms door de justitie in Monaco werd verdacht van witwaspraktijken.
In 2021 oordeelde de rechter dat twee voormalige directeuren van World Online inzicht moesten krijgen in een schikking die Storms trof met Reggeborgh, het investeringsbedrijf waarvan voormalig commissaris Henry Holterman topman is. Storms meende recht te hebben op een nabetaling van Reggeborgh en eiste samen met de twee ex-directieleden 182 miljoen euro. Dit bedrag zouden zij onderling verdelen. In het voorjaar van 2020 vernamen de twee via de media dat Storms en Reggeborgh de zaak hadden geschikt, waarbij Reggeborgh 11,3 miljoen euro betaalde, zonder medeweten van de andere eisers. Deze stapten daarop naar de rechter, die Reggeborgh beval volledig inzicht te geven in de gemaakte afspraken.
In 2024 meldde Het Financieele Dagblad dat Storms mede-initiator is geweest van een complexe fusie in 2023 tussen het omstreden Amerikaanse biotechnologiebedrijf Renovaro en een Britse public limited company. Laatstgenoemde holding was voor die gelegenheid opgericht met Storms' dochter Karen Brink als directeur. De Britse vennootschap werd voor meer dan 250 miljoen dollar ingebracht in de aandelenfusie met Renovaro, maar deze waardering was niet onafhankelijk vastgesteld door een deskundige. Door de fusie kreeg Karen Brink een belang van 19% in het fusiebedrijf en werd daarmee op papier zeer vermogend. Renovaro, tot 2023 Enochian Biosciences geheten, is in het verleden meermaals beschuldigd van fraude. Het Amerikaanse investeringsonderzoeksbureau Hindenburg Research heeft de gang van zaken bij het bedrijf naar buiten gebracht. Daarnaast heeft een Amerikaanse grootaandeelhouder de rol van Storms bij de rechter aangeklaagd, aangezien bij de fusie haar betrokkenheid bij World Online en de relatie tussen moeder en dochter verzwegen zouden zijn. Overigens is de echtgenoot van deze aandeelhouder een medeoprichter van het bedrijf, die wordt verdacht van betrokkenheid bij een huurmoord op een zakenpartner in 2018, een zaak die in september 2024 voor de rechter komt.

## Persoonlijk
Sinds 2007 heeft Brink een relatie met Pieter Storms met wie zij op 28 augustus 2008 in het huwelijk trad. Ze was eerder gehuwd met Ben Aka en Ab Brink. Uit dat laatste huwelijk werd dochter Karen Brink geboren.